# Hôtel Le Jura
L'Hôtel Le Jura est un Hôtel quatre étoiles situé au 14 avenue Maréchal Foch, dans le centre sauvegardé de Dijon, inscrit depuis le 4 juillet 2015 au patrimoine mondial de l'UNESCO. Il se trouve au pied de la station « Foch Gare » des ligne 1 et ligne 2 du tramway de Dijon. Depuis le 15 novembre 2014, il est fermé pour une importante rénovation et sera inauguré le 1er septembre 2015.

## Histoire
L'édifice a été érigé en 1857 sous le nom d'« Hôtel Moderne et du Jura ». À la fin du XIXe siècle, les toutes premières publicités pour cet établissement font leur apparition avec pour caractéristiques avantageuses : d'être « le plus près de la gare » ou encore d'avoir une grande capacité d'accueil avec des « appartements pour familles ». L'hôtel se verra attribuer le 1er septembre 2015, à l'issue de travaux d'ampleurs, une quatrième étoile.

## Architecture
L'édifice date de la fin du XIXe siècle et est en pierre de Bourgogne. Il est de style néo-classique  et arbore un jardin fleuri sur l'arrière de sa façade principale.

## L'hôtel Le Jura
L' hôtel Le Jura est un ancien hôtel dijonnais. Le 15 novembre 2014, il est entré dans une importante phase de rénovation. Il sera inauguré le 1er septembre 2015.

### Chambres et suites
L'hôtel compte  73 chambres spacieuses. Les chambres sont toutes climatisées, insonorisées et sont équipées d'un téléviseur miroir, de la Wi-Fi, de l'accès à Internet ainsi que d'un mini-bar.

### Restaurant-Bar
L'hôtel dispose d'un restaurant situé à côté du hall de réception et d'un bar, anciennement appelé "Le refuge", donnant sur l'intérieur et l'extérieur de l'Hôtel.

### Salons
L'hôtel dispose de  deux salons :
- Le salon du hall de réception
- Le salon L'Eiffel

### Salle de séminaire et de réception
L'hôtel dispose de deux salles de séminaire : 
- Le salon Le Darcy
- Le salon Le Pierre Dudan

L'hôtel dispose d'une salle de réception :
- Le salon Le Pasteur

### Services
L'hôtel dispose de différents services :
- room service
- parking privé
- Espace Spa
- Jardin fleuri